# Онворд (Індіана)
Онворд (англ. Onward) — місто (англ. town) в США, в окрузі Кесс штату Індіана. Населення — 76 осіб (2020).

## Географія
Онворд розташований за координатами 40°41′40″ пн. ш. 86°11′43″ зх. д. / 40.69444° пн. ш. 86.19528° зх. д. (40.694566, -86.195200).  За даними Бюро перепису населення США в 2010 році місто мало площу 0,26 км², уся площа — суходіл.

## Демографія
Згідно з переписом 2010 року, у місті мешкало 100 осіб у 39 домогосподарствах у складі 28 родин. Густота населення становила 392 особи/км².  Було 44 помешкання (172/км²).
Расовий склад населення:
| - 98,0 % — білих - 2,0 % — азіатів |

До двох чи більше рас належало 0,0 %. Частка іспаномовних становила 0,0 % від усіх жителів.
За віковим діапазоном населення розподілялося таким чином: 32,0 % — особи молодші 18 років, 54,0 % — особи у віці 18—64 років, 14,0 % — особи у віці 65 років та старші. Медіана віку мешканця становила 32,0 року. На 100 осіб жіночої статі у місті припадало 104,1 чоловіків;  на 100 жінок у віці від 18 років та старших — 88,9 чоловіків також старших 18 років.
Середній дохід на одне домашнє господарство  становив 32 742 долари США (медіана — 27 639), а середній дохід на одну сім'ю — 40 318 доларів (медіана — 29 286). За межею бідності перебувало 21,8 % осіб, у тому числі 20,0 % дітей у віці до 18 років та 12,5 % осіб у віці 65 років та старших.
Цивільне працевлаштоване населення становило 58 осіб. Основні галузі зайнятості: мистецтво, розваги та відпочинок — 19,0 %, науковці, спеціалісти, менеджери — 15,5 %, фінанси, страхування та нерухомість — 6,9 %, будівництво — 6,9 %.